# Sprint Corporation
Sprint Corporation was een Amerikaans telecommunicatiebedrijf en aanbieder van draadloze communicatie en internetdiensten. Het hoofdkantoor stond in Overland Park in de Amerikaanse staat Kansas.
Sprint was de op drie na grootste mobiele netwerkoperator in de Verenigde Staten en had in 2019 circa 54 miljoen klanten. Op 1 april 2020 werd Sprint overgenomen door T-Mobile. De nieuwe combinatie gaat verder onder de naam T-Mobile US Inc. en is in omvang de derde aanbieder van telecomdiensten in de Verenigde Staten. 

## Geschiedenis
De geschiedenis van Sprint gaat terug naar 1899 waar het door de broers Cleyson en Jacob Brown werd opgericht als de Brown Telephone Company. De broers brachten telefonie in de nabije omgeving van Abilene. In 1911 voegde Brown het bedrijf, samen met drie andere onafhankelijke partijen, samen tot de United Telephone Company. Dit werd in 1925 United Telephone and Electric dat 13 jaar later verder ging als United Utilities. In 1972 werd de naam van het bedrijf hernoemd naar United Telecommunications. Met begon met het aanleggen van een 37.000 kilometer lang glasvezelnetwerk voor telefoongesprekken voor grote afstand in 1980.
In 2005 ging Sprint Corporation samen met Nextel Communications en kreeg daarbij het huidige logo met zwart en gele tinten. Na het sluiten van het Nextel-netwerk in 2013 werd Sprint dat jaar overgenomen door het Japanse conglomeraat SoftBank. Met een overnamesom van US$ 20 miljard was het de grootste acquisitie van SoftBank ooit.

### Overname door T-Mobile
In april 2018 werd de overname van Sprint door T-Mobile aangekondigd. De overnamesom is US$ 26,5 miljard (ca. € 24,3 miljard) en hiermee zullen de nummer drie en vier van de Amerikaanse telecommarkt samengaan. Een groep openbare aanklagers probeerde de transactie te blokkeren en stapte naar de rechter. Hun argument was dat met het verdwijnen van Sprint de concurrentie zal afnemen waardoor de kosten voor de consument gaan oplopen. Begin februari 2020 heeft een federale rechter ingestemd met de overname. T-Mobile en Sprint verwachten juist beter te kunnen concurreren met AT&T en Verizon Wireless. Op 1 april 2020 werd de transactie afgerond. De nieuwe combinatie gaat verder onder de naam T-Mobile US Inc.. Op dat moment had Deutsche Telekom een aandelenbelang van 43% in handen en SoftBank zo'n 24%. In juni 2020 verkocht SoftBank zo'n 200 miljoen aandelen van de 300 miljoen in haar bezit waarmee het belang fors werd gereduceerd.